# Студенецький Михайло Володимирович
Студенецький Михайло Володимирович (6 березня 1934 — 1 березня 2021) — радянський баскетболіст.
Учасник Олімпійських Ігор 1956 року.
Чемпіон Європи 1957, 1959 років.